# Associazione Calcio Venezia 1959-1960
Questa pagina raccoglie le informazioni riguardanti l'Associazione Calcio Venezia nelle competizioni ufficiali della stagione 1959-1960.

## Rosa
| N. |                   | Ruolo | Calciatore         |
| -- | ----------------- | ----- | ------------------ |
|    | Italia (bandiera) | D     | Mario Ardizzon     |
|    | Italia (bandiera) | P     | Giovanni Bubacco   |
|    | Italia (bandiera) | A     | Giovanni Calegari  |
|    | Italia (bandiera) | D     | Giampietro Cancian |
|    | Italia (bandiera) | D     | Sergio Carantini   |
|    | Italia (bandiera) | C     | Giuliano Casarotto |
|    | Italia (bandiera) | C     | Armando Cavazzuti  |
|    | Italia (bandiera) | A     | Daniele Danieli    |
|    | Italia (bandiera) | P     | Adriano De Benedet |
|    | Italia (bandiera) | A     | Gabriele Guizzo    |
|    | Italia (bandiera) | A     | Adriano Maschietto |
|    | Italia (bandiera) | A     | Giovanni Medeot    |

| N. |                   | Ruolo | Calciatore        |
| -- | ----------------- | ----- | ----------------- |
|    | Italia (bandiera) | A     | Sergio Mion       |
|    | Italia (bandiera) | C     | Gianni Molinari   |
|    | Italia (bandiera) | A     | Giuseppe Orlando  |
|    | Italia (bandiera) | A     | Angelo Pochissimo |
|    | Italia (bandiera) | A     | Gianni Rossi      |
|    | Italia (bandiera) | A     | Bruno Santon      |
|    | Italia (bandiera) | D     | Nello Sgorbissa   |
|    | Italia (bandiera) | C     | Mario Tesconi     |
|    | Italia (bandiera) | D     | Battista Tresoldi |
|    | Italia (bandiera) | D     | Giuseppe Valletti |
|    | Italia (bandiera) | A     | Romano Voltolina  |

## Risultati

### Serie B

#### Girone di andata
| 15 ottobre 1959 1ª giornata | Venezia | 0 – 0 | Catania |  |

| 1º novembre 2ª giornata | Venezia | 3 – 1 | Catanzaro |  |

| 4 ottobre 1959 3ª giornata | Como | 1 – 0 | Venezia |  |

| 11 ottobre 1959 4ª giornata | Triestina | 0 – 2 | Venezia |  |

| 8 novembre 1953 5ª giornata | Venezia | 4 – 0 | Parma |  |

| 25 ottobre 1959 6ª giornata | Torino | 1 – 0 | Venezia |  |

| 1º novembre 1959 7ª giornata | Verona | 1 – 2 | Venezia |  |

| 15 novembre 1959 8ª giornata | Venezia | 1 – 1 | Simmenthal-Monza |  |

| 8 ottobre 1967 9ª giornata | Brescia | 1 – 1 | Venezia |  |

| 22 settembre 1946 10ª giornata | Taranto | 4 – 0 | Venezia |  |

| 29 novembre 1959 11ª giornata | Venezia | 2 – 0 | Reggiana |  |

| 13 dicembre 1959 12ª giornata | Messina | 0 – 0 | Venezia |  |

| 15 settembre 1996 13ª giornata | Venezia | 4 – 0 | Novara |  |

| 8 dicembre 1949 14ª giornata | Ozo Mantova | 3 – 0 | Venezia |  |

| 9 febbraio 1975 15ª giornata | Venezia | 4 – 2 | Sambenedettese |  |

| 10 gennaio 1960 16ª giornata | Marzotto Valdagno | 1 – 1 | Venezia |  |

| 16 novembre 1986 17ª giornata | Venezia | 1 – 0 | Lecco |  |

| 24 gennaio 1960 18ª giornata | Modena | 3 – 0 | Venezia |  |

| 31 gennaio 1960 19ª giornata | Venezia | 0 – 0 | Cagliari |  |

#### Girone di ritorno
| 8 febbraio 1960 20ª giornata | Catania | 4 – 1 | Venezia |  |

| 15 febbraio 1960 21ª giornata | Catanzaro | 1 – 1 | Venezia |  |

| 21 febbraio 1960 22ª giornata | Venezia | 3 – 0 | Como |  |

| 28 febbraio 1960 23ª giornata | Venezia | 0 – 0 | Triestina |  |

| 6 marzo 1960 24ª giornata | Parma | 1 – 0 | Venezia |  |

| 13 marzo 1960 25ª giornata | Venezia | 0 – 0 | Torino |  |

| 20 marzo 1960 26ª giornata | Venezia | 1 – 1 | Verona |  |

| 27 marzo 1960 27ª giornata | Simmenthal-Monza | 3 – 1 | Venezia |  |

| 3 aprile 1960 28ª giornata | Venezia | 1 – 1 | Brescia |  |

| 10 aprile 1960 29ª giornata | Venezia | 0 – 0 | Taranto |  |

| 17 aprile 1960 30ª giornata | Reggiana | 0 – 0 | Venezia |  |

| 24 aprile 1960 31ª giornata | Venezia | 0 – 2 | Messina |  |

| 1º maggio 1960 32ª giornata | Novara | 1 – 0 | Venezia |  |

| 8 maggio 1960 33ª giornata | Venezia | 0 – 2 | Ozo Mantova |  |

| 15 maggio 1960 34ª giornata | Sambenedettese | 2 – 0 | Venezia |  |

| 22 maggio 1960 35ª giornata | Venezia | 0 – 1 | Marzotto Valdagno |  |

| 26 maggio 1960 36ª giornata | Lecco | 3 – 0 | Venezia |  |

| 29 maggio 1960 37ª giornata | Venezia | 0 – 0 | Modena |  |

| 5 giugno 1960 38ª giornata | Cagliari | 1 – 1 | Venezia |  |

## Statistiche

### Statistiche di squadra
| Competizione | Punti | In casa | In casa | In casa | In casa | In casa | In casa | In trasferta | In trasferta | In trasferta | In trasferta | In trasferta | In trasferta | Totale | Totale | Totale | Totale | Totale | Totale | DR |
| Competizione | Punti | G       | V       | N       | P       | Gf      | Gs      | G            | V            | N            | P            | Gf           | Gs           | G      | V      | N      | P      | Gf     | Gs     | DR |
| ------------ | ----- | ------- | ------- | ------- | ------- | ------- | ------- | ------------ | ------------ | ------------ | ------------ | ------------ | ------------ | ------ | ------ | ------ | ------ | ------ | ------ | -- |
| Serie B      | 33    | 19      | 7       | 9       | 3       | 24      | 11      | 19           | 2            | 6            | 11           | 10           | 31           | 38     | 9      | 15     | 14     | 34     | 42     | -8 |
| Coppa Italia |       | 1       | 1       | 0       | 0       | 2       | 1       | 1            | 0            | 0            | 1            | 0            | 1            | 2      | 1      | 0      | 1      | 2      | 2      | 0  |
| Totale       |       | 20      | 8       | 9       | 3       | 26      | 12      | 20           | 2            | 6            | 12           | 10           | 32           | 40     | 10     | 15     | 15     | 36     | 44     | -8 |

### Statistiche dei giocatori
| Giocatore     | Serie B  | Serie B | Coppa Italia | Coppa Italia | Totale   | Totale |
| Giocatore     | Presenze | Reti    | Presenze     | Reti         | Presenze | Reti   |
| ------------- | -------- | ------- | ------------ | ------------ | -------- | ------ |
| M. Ardizzon   | 33       | 0       | 2            | 0            | 35       | 0      |
| G. Bubacco    | 32       | -38     | 1            | -1           | 33       | -39    |
| G. Calegari   | 35       | 10      | 2            | 0            | 37       | 10     |
| G. Cancian    | 6        | 0       | 1            | 0            | 7        | 0      |
| S. Carantini  | 34       | 0       | 1            | 0            | 35       | 0      |
| G. Casarotto  | 11       | 4       | 2            | 0            | 13       | 4      |
| A. Cavazzuti  | 20       | 1       | -            | -            | 20       | 1      |
| D. Danieli    | 2        | 0       | 1            | 0            | 3        | 0      |
| A. De Benedet | 6        | -4      | 1            | -1           | 7        | -5     |
| G. Guizzo     | 3        | 0       | -            | -            | 3        | 0      |
| A. Maschietto | 13       | 1       | -            | -            | 13       | 1      |
| G. Medeot     | 4        | 0       | 1            | 1            | 5        | 1      |
| S. Mion       | 19       | 1       | -            | -            | 19       | 1      |
| G. Molinari   | 35       | 0       | 2            | 0            | 37       | 0      |
| G. Orlando    | 15       | 4       | 1            | 0            | 16       | 4      |
| A. Pochissimo | 29       | 4       | 2            | 1            | 31       | 5      |
| G. Rossi      | 33       | 7       | 1            | 0            | 34       | 7      |
| B. Santon     | 3        | 0       | -            | -            | 3        | 0      |
| N. Sgorbissa  | 7        | 0       | 1            | 0            | 8        | 0      |
| M. Tesconi    | 31       | 0       | 1            | 0            | 32       | 0      |
| B. Tresoldi   | 36       | 0       | 2            | 0            | 38       | 0      |
| G. Valletti   | 4        | 0       | -            | -            | 4        | 0      |
| R. Voltolina  | 7        | 0       | -            | -            | 7        | 0      |